# Cy Young
Denton True Young (Gilmore, Ohio, 29 de marzo de 1867-Newcomerstown, Ohio, 4 de noviembre de 1955), más conocido como Cy Young, fue un jugador profesional de béisbol estadounidense que jugaba en la posición de pitcher. 
Durante su carrera de 22 temporadas en el béisbol (1890-1911) fue pitcher de cinco equipos. Young estableció numerosos récords de pitcheo, algunos de los cuales permanecen aún vigentes. Young tuvo 511 victorias, siendo el mayor ganador en la historia de las Ligas Mayores.
Fue elegido para el Salón de la Fama del Béisbol en 1937. En 1956, un año después de su muerte, la MLB creó el Premio Cy Young al mejor lanzador de las Grandes Ligas.

## Biografía
Young nació en Gilmore, una pequeña comunidad granjera de Ohio, el 29 de marzo de 1867. Fue el primer hijo de Nancy y McKinzie Young Jr. Tuvo cuatro hermanos menores: Jesse Carlton, Alonzo, Ella y Anthony.

## Carrera

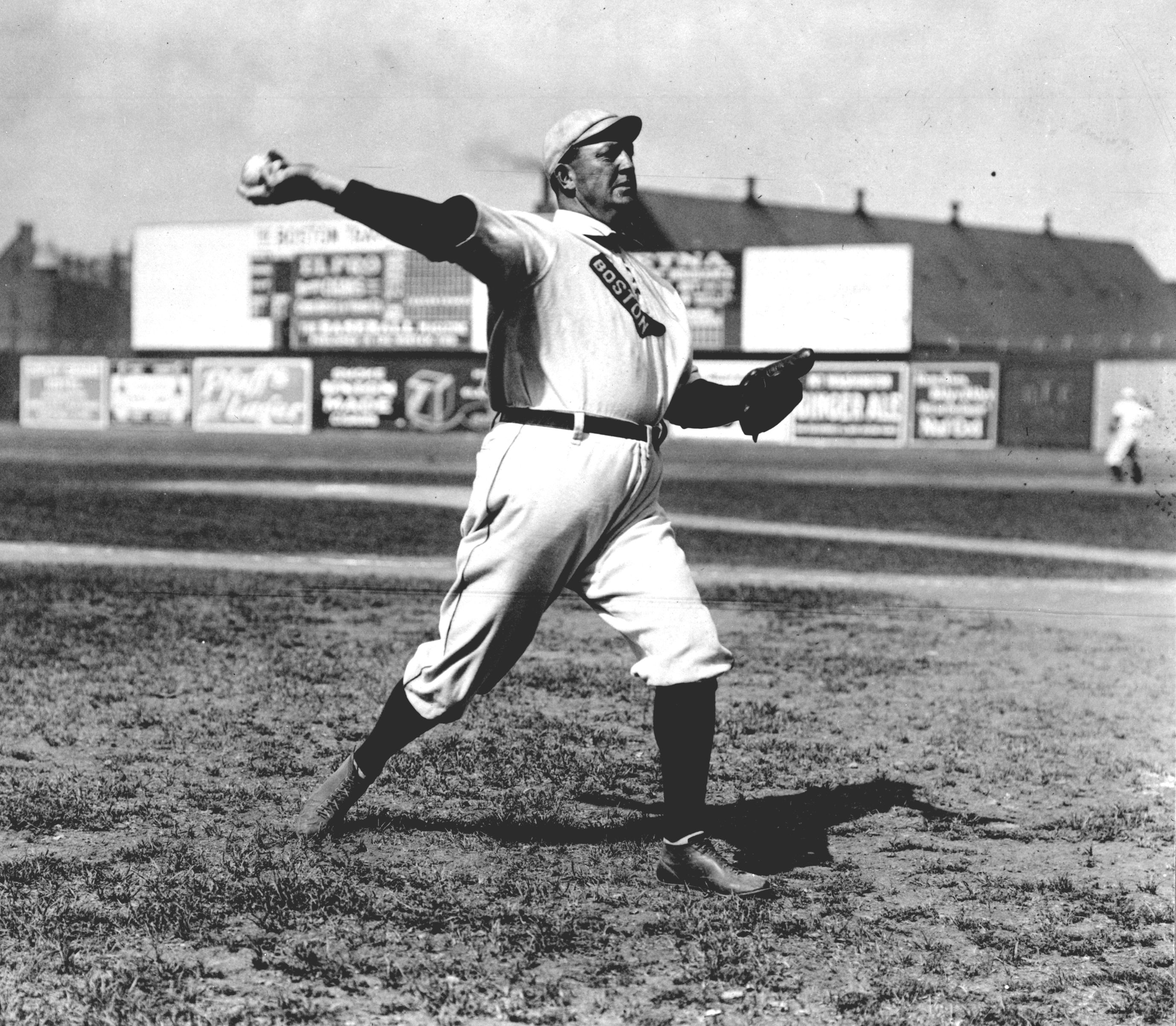
Young lanzando con los Boston Red Sox.

La carrera de Young comenzó en 1890 con los Cleveland Spiders. Después de ocho años con los Spiders, fue enviado a los St. Louis Perfectos en 1899. Después de dos años ahí, dio el salto a la recién creada Liga Americana uniéndose a los Boston Americans.
El 5 de mayo de 1904, Young se convirtió en el primero en completar un juego perfecto, es decir, no permitió que ninguno de los bateadores alcanzara la primera base.
Young se retiró del béisbol en 1911, después de haber jugado dos temporadas completas con los Cleveland Naps, de la Liga Americana, y una parcial con los Boston Rustlers, de la Liga Nacional. Disputó 906 encuentros, y ganó 511, récord vigente en la actualidad, y en 1956 un año después de su muerte se instituyó en su honor el Premio Cy Young, que premiaba al mejor lanzador de la temporada en las Grandes Ligas, y desde 1967 premia al mejor pitcher del año, tanto de la Liga Americana como de la Liga Nacional. 
En 1909 fue traspasado a los Cleveland Naps. Durante la temporada de 1911 fue enviado a los Boston Rustlers, con los que se retiró del béisbol.

## Vida posterior y fallecimiento
Después del retiro, Young regresó a su granja en Ohio, donde estuvo hasta su muerte a la edad de 88 años en 1955. Está enterrado en el cementerio de Peoli, Ohio.

## Premios, récords y logros

### Récords de pitcheo
- Más partidos comenzados (815)
- Más partidos completados (749)
- Más partidos ganados (511)
- Más partidos perdidos (315)
- Más entradas lanzadas (7356)
- Más hits permitidos (7092)
- Más carreras permitidas (2147)

### Ingreso en el Salón de la Fama
En 1937 fue incluido en el Salón de la Fama del Béisbol junto a sus excompañeros Nap Lajoie y Tris Speaker.